# Dușești (okręg Bihor)
Dușești – wieś w Rumunii, w okręgu Bihor, w gminie Ceica. W 2011 roku liczyła 562 mieszkańców.